# Цвета Польши

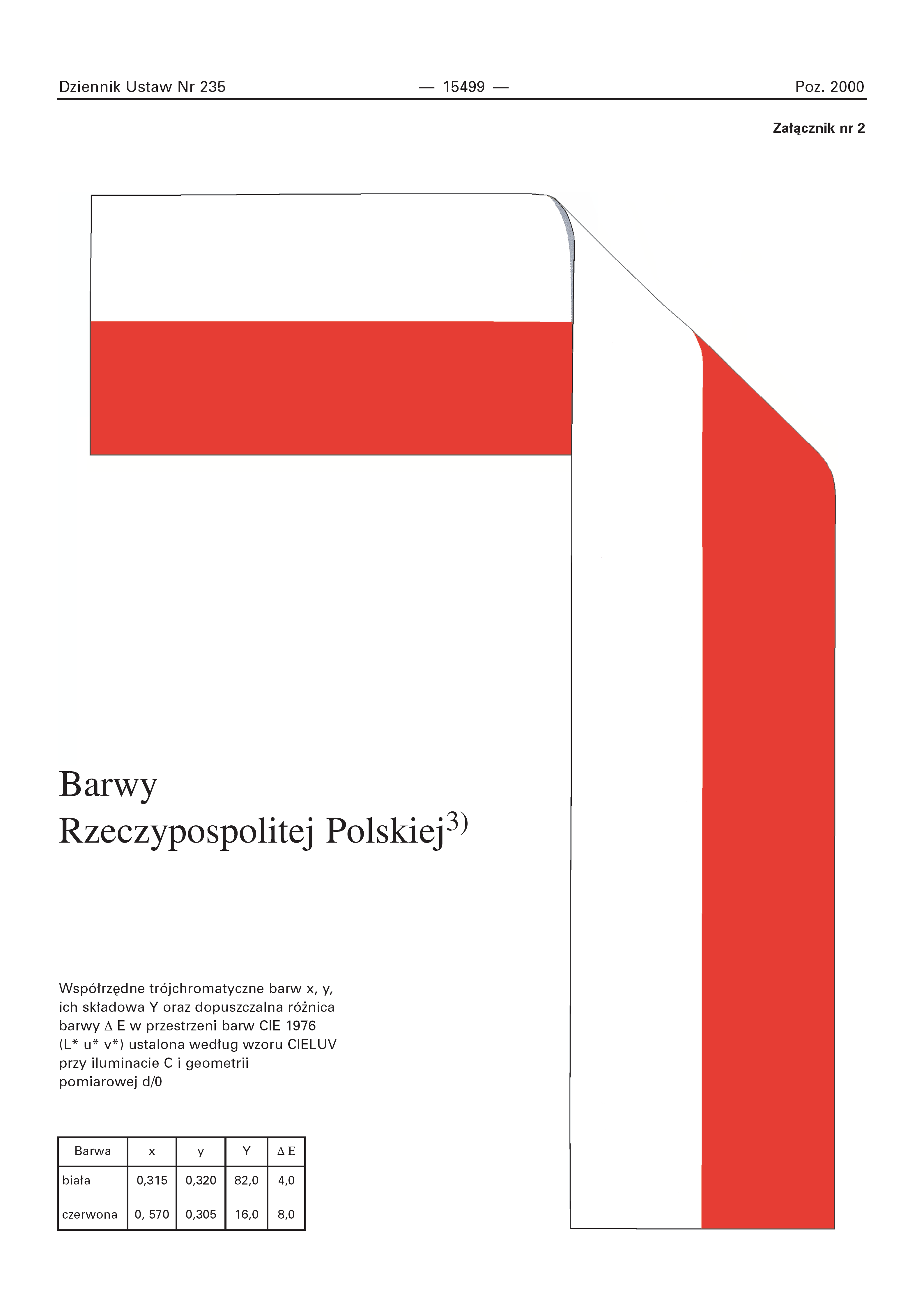
Цвета Польши

Цветами Польской Республики, согласно Конституции Польши, являются белый и красный цвета, используемые во флаге Польши.

## Юридическое основание
Белый и красный цвета закреплены Пунктом 2 Статьи 28 Конституции Польши, однако непосредственно не указывается, какие цвета стоит подразумевать под белым и красным. Пункт 5 той же статьи разъясняет это: «Подробности, относящиеся к гербу, цветам и гимну, определяет закон», и в данном случае Конституция ссылается на Закон о гербе, цветах и гимне Республики Польской и о государственных печатях от 31 августа 1980 года.
В Пункте 1 Статьи 1 этого закона говорится: «Белый орёл, бело-красные цвета и Мазурка Домбровского являются символами Польской Республики». Пункт 1 Статьи 4 подробнее описывает цвета Польской Республики: «Цветами Польской Республики являются белый и красный цвета, изображённые в виде двух горизонтальных параллельных полос одинаковой ширины, верхняя из которых белого цвета, а нижняя красного цвета». Дополнительно в Статье 2 говорится: «При размещении цветов Польской Республики в вертикальном расположении белый цвет расположен на левой стороне плоскости, просматриваемой спереди», а Статья 3 гласит, что «палитра цветов Польской Республики содержится в приложении 2», которое включено в этот закон.
Приложение 2 указывает, что «трихроматические координаты цветов x, y и их компонента Y и допустимая цветовая разность ΔE в цветовом пространстве CIE 1976 (L * u * v *) определяются в соответствии с цветовым пространством CIELUV при освещённости C и геометрии измерения d/0» следующим образом:
| Цвет    | x     | y     | Y    | ΔE  |
| ------- | ----- | ----- | ---- | --- |
| Белый   | 0,315 | 0,320 | 82,0 | 4,0 |
| Красный | 0,570 | 0,305 | 16,0 | 8,0 |

Одновременно по образцу Герба Польской Республики (приложение № 1 к настоящему закону) и модели Государственного флага Польской Республики (приложение № 2 к закону) утверждается, что белый и красный цвета на них отображаются в соответствии с цветами Польской Республики, как в приложении № 2.

## История

Хоругвь Королевства Польского — белый орёл в червлёном поле

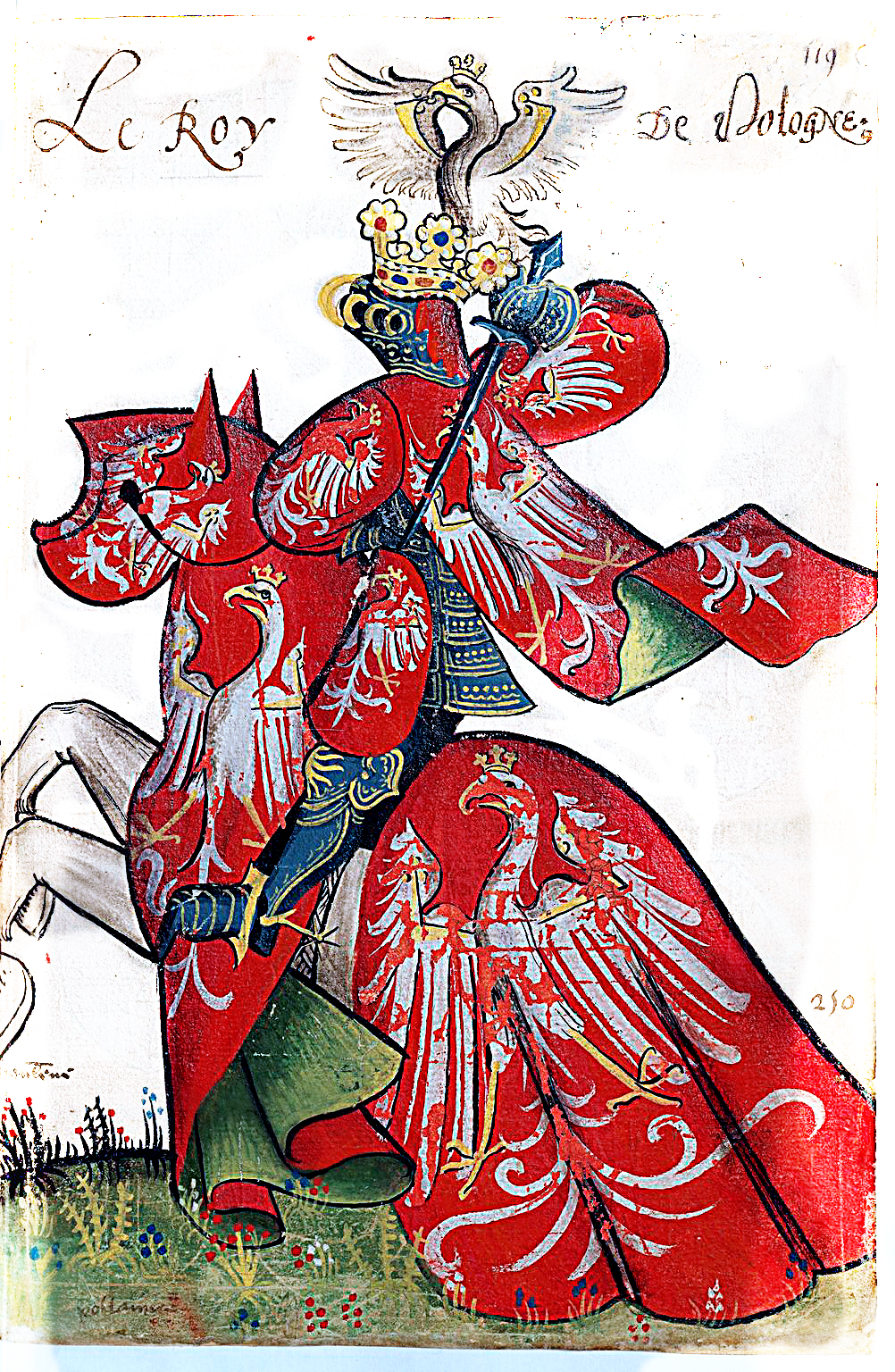
Король Польши в турнирном рыцарском доспехе, гербовая книга Золотого Руна, XV век

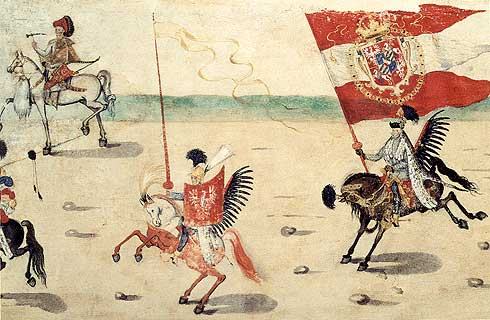
Крылатый гусар на лошади с убранством белых и красных цветов и белым орлом на тарче, Стокгольмский свиток, 1605 год

Первоначально польским национальным цветом считался алый, который считался в Средневековье самым благородным из цветов. Использовался он как символ достоинства и богатства. В связи с ценой красителя, необходимой для получения этого цвета, немногие могли позволить себе использовать алый цвет в геральдике, поэтому он использовался на гербах и знамёнах только самых богатых шляхтичей и государственных деятелей. В средневековье роль цветов Королевства Польского играло королевское знамя — белый орёл в червлёном поле.
3 мая 1792 года белый и красный цвета были признаны национальными польскими цветами. На церемонии, посвящённой годовщине принятия Правительственного акта, женщины появились в белых платьях с красными поясами, а мужчины надели красно-белые шарфы. Эта манифестация проявилась и в геральдике Королевства Польского — белый орёл стал изображаться на красном геральдическом щите.

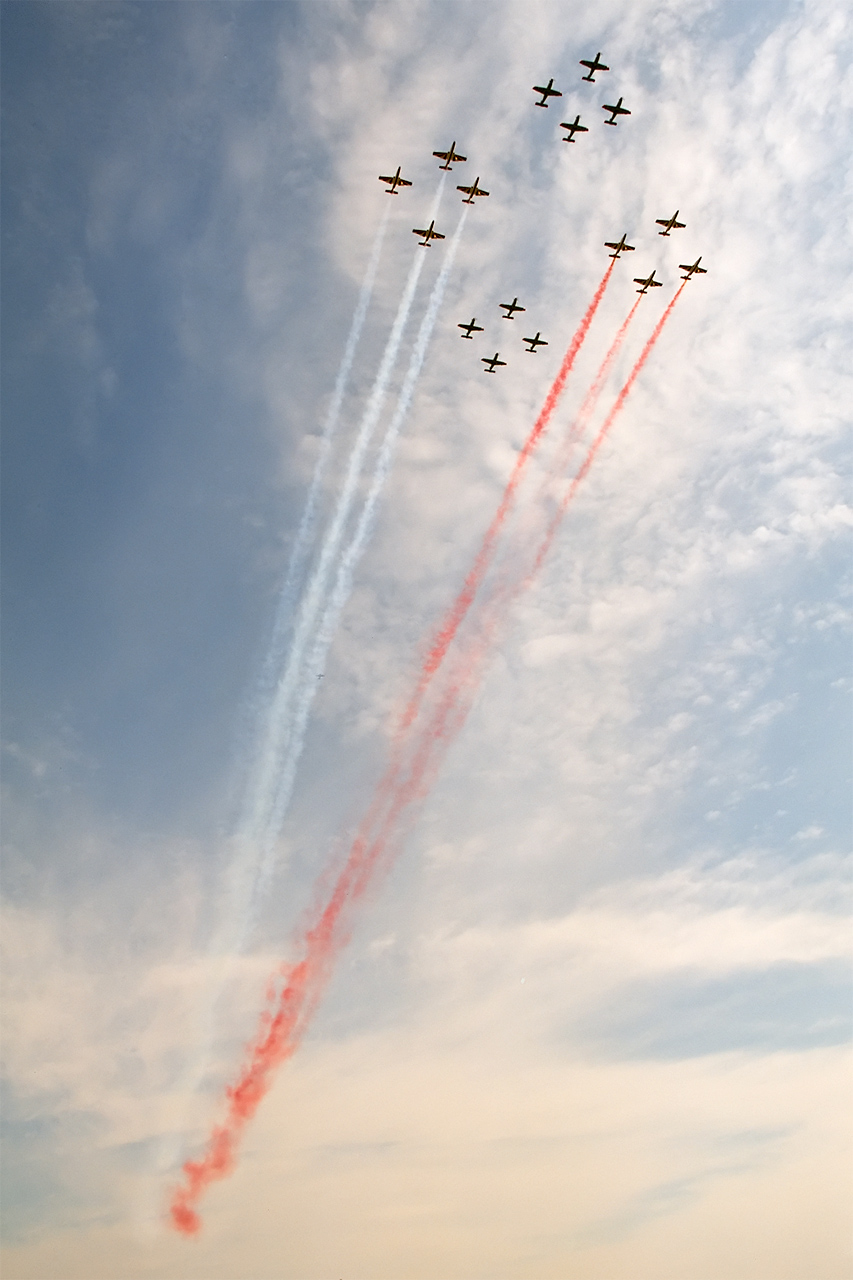
Польские национальные цвета на авиашоу в Радоме, 2005 год

7 февраля 1831 года решением повстанческого Сейма Королевства Польского были приняты первые польские цвета:

Сенаторская палата и Палата депутатов после заслушивания Заключений Комиссии Сейма, учитывая необходимость введения единой символики, которую должны принять поляки, постановили и решили:
Статья 1.
Национальная кокарда будет цветов герба Королевства Польского и Великого Княжества Литовского, то есть белого и красного.
Статья 2.
Все поляки, а именно Войско Польское, будут носить эти цвета там, где они и носились ранее.
Принято на заседании Палаты депутатов 7 февраля 1831 года.
Оригинальный текст (пол.)Izba Senatorska i Izba Poselska po wysłuchaniu Wniosków Komisji Sejmowych, zważywszy potrzebę nadania jednostajnej oznaki, pod którą winni się łączyć Polacy, postanowiły i stanowią:

Artykuł 1.
Kokardę Narodową stanowić będą kolory herbu Królestwa Polskiego i Wielkiego Księstwa Litewskiego, to jest kolor biały z czerwonym.
Artykuł 2.
Wszyscy Polacy, a mianowicie Wojsko Polskie te kolory nosić mają w miejscu, gdzie takowe oznaki dotąd noszonymi były.

Przyjęto na posiedzeniu Izby Poselskiej dnia 7 lutego 1831 roku.

После восстановления независимости Польши Законодательный Сейм утвердил 1 августа 1919 года национальные цвета. Закон гласил: «Цветами Польской Республики являются белый и красный цвета, представленные в продольных параллельных полосах, из которых верхняя — белая, а нижняя — красная».
Закон 1919 года не указывал, каким должен быть красный оттенок. Спустя два года Министерством военных дел была издана брошюра авторства Станислава Ложа «Герб и цвета Польской Республики» с яркими изображениями государственных символов. У красного там был алый оттенок. Однако президентским указом от 13 декабря 1927 года красный цвет был изменён на цвет киновари. Новое постановление вступило в силу 28 марта 1928 года, хотя использовать существующие цвета разрешалось до 28 марта 1930 года.
Польская Народная Республика с 1955 по 1980 годы точно не определяла особенности белых и красных цветов, ограничиваясь только словесными описаниями. Статья 2 «Указа от 7 декабря 1955 года о гербе и цветах Польской Народной Республики и о государственных печатях» гласила, что «цветами Польской Народной Республики являются белый и красный в двух горизонтальных параллельных полосах равной ширины и длины, из которых верхняя белая, а нижняя — красная, соответствующая цвету киновари».